# 顾琮 (唐朝)
顧琮（？—702年11月4日），唐朝苏州人，在武周武则天在位期间，701年－702年担任宰相（同鳳閣鸞臺平章事）。

## 生平
顾琮任宰相之前的经历几乎没有记载，《旧唐书》和《新唐书》一般有宰相的传，却都没有他的传。顾琮的曾祖父顧越是顾雍之弟顾徽的十代孙，在南陈为给事黄门侍郎。祖父顾览，隋朝秘书学士。父亲顧胤是唐朝的余杭县男，起居郎，兼修国史，撰《太宗实录》。
701年，天官侍郎顾琮被武则天任命为同鳳閣鸞臺平章事。702年11月4日顾琮去世，其子顧潤、顧浚。